# Live Earth Londra

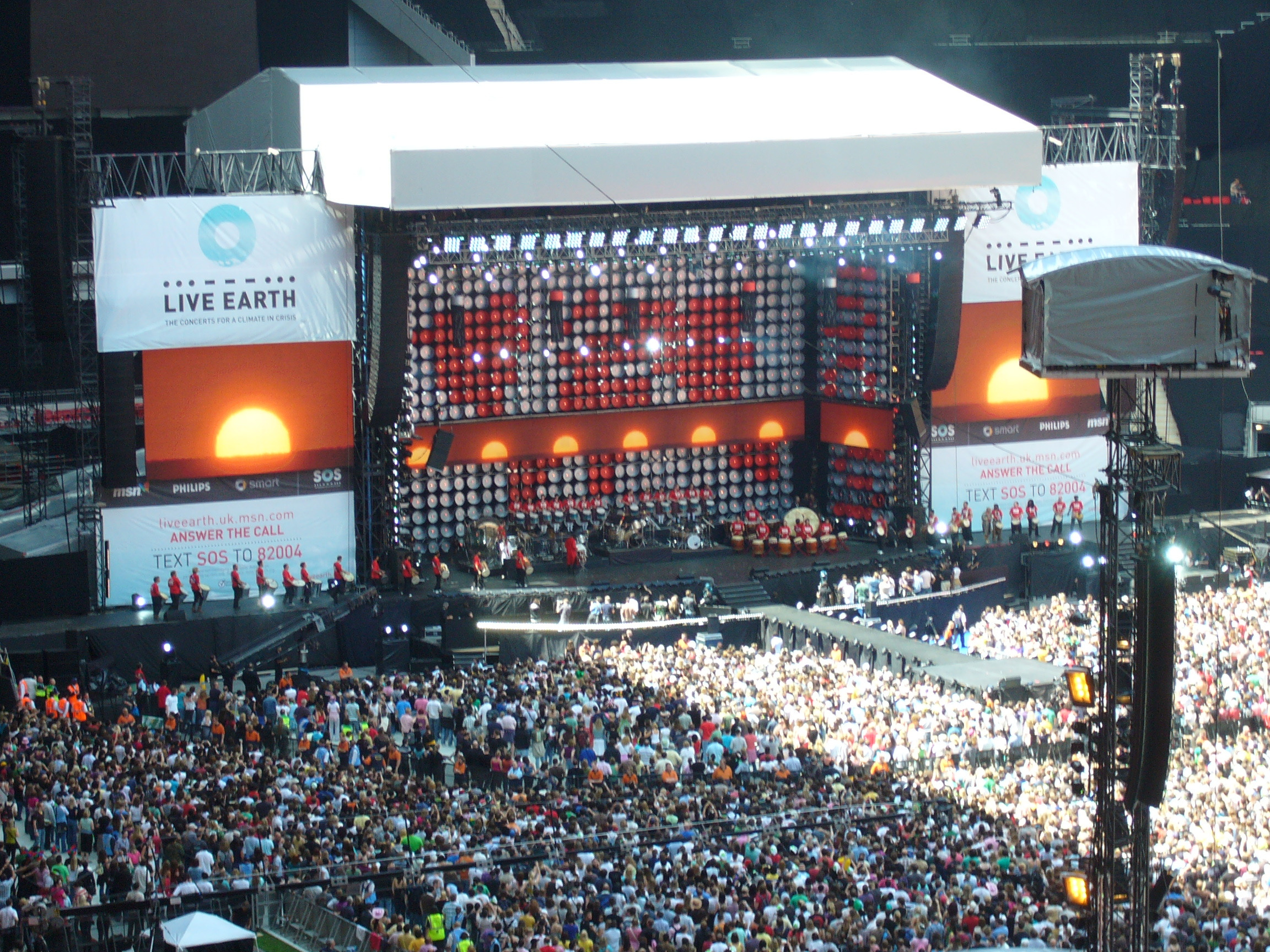
Stadio di Wembley, sede del Live Earth britannico

Il Concerto del Live Earth di Londra ha avuto luogo il 7 luglio 2007 presso il Wembley Stadium.

## Esibizioni
Segue una lista degli artisti che si sono esibiti durante il concerto.
- Beastie Boys
- Bloc Party
- Corinne Bailey Rae
- Damien Rice
- David Gray
- Duran Duran
- Foo Fighters
- Genesis
- James Blunt
- John Legend
- Kasabian
- Keane
- Madonna
- Metallica
- Paolo Nutini
- Pussycat Dolls
- Razorlight
- Red Hot Chili Peppers
- Snow Patrol
- Spinal Tap (con Ricky Gervais)
- Terra Naomi
- The Black Eyed Peas

Presentatori:
- Chris Moyles
- Jonathan Ross
- Russell Brand

## Copertura mediatica

### Televisione
Nel Regno Unito, l'evento è stato trasmesso dai canali della BBC, che hanno impiegato nell'ordine cronologico le seguenti reti per la diretta televisiva: BBC Two, BBC One e infine BBC HD.
La radio coinvolta per il seguito del concerto è stata la BBC Radio 1.

### Internet
MSN ha trasmesso il concerto in diretta mondiale su internet.
Chris Moyles introducing...
Genesis - 'Turn It On Again', 'No Son Of Mine', 'Land Of Confusion'

## Ordine delle esibizioni e presentazioni
Anna Friel ha presentato il filmato d'apertura.
Catherine Tate ha presentato...
Razorlight - 'Before I Fall To Pieces', 'America'
Chris Moyles ha presentato un filmato sul surriscaldamento globale.
Danny Dyer ha presentato...
Snow Patrol - 'Open Your Eyes', 'Shut Your Eyes', 'Chasing Cars'
Boris Becker ha presentato...
David Gray & Damien Rice - 'Babylon', 'The Blower's Daughter', 'Que Sera Sera'
Gerard Butler ha presentato...
Kasabian - 'Empire', 'Club Foot', 'L.S.F.'
Pierce Brosnan introducing film.
Thandie Newton ha presentato Al Gore da Washington seguito dall'esibizione di...
Paolo Nutini - 'Wonderful World', 'Last Request', 'New Shoes', 'Jenny Don't Be Hasty'
June Sarpong ha presentato...
The Black Eyed Peas - 'Let's Get It Started', 'Pump It', 'Don't Phunk With My Heart', 'Big Girls Don't Cry', 'Where Is The Love?'
Chris Moyles ha presentato...
John Legend - 'Ordinary People'
Rupert Everett ha presentato...
Duran Duran - 'Planet Earth', 'Ordinary World', 'Night Runner', 'Falling Down'
Chris Rock ha presentato...
Red Hot Chili Peppers - 'Can't Stop', 'Dani California', 'So Much I', 'By the Way'
Ben Affleck ha presentato un filmato sul surriscaldamento globale.
Eddie Izzard ha presentato...
Bloc Party - 'Hunting For Witches', 'Banquet', 'So Here We Are', 'The Prayer'
Kyle MacLachlan ha presentato...
Corinne Bailey Rae - 'I'd Like To', 'Mercy Mercy Me', 'Put Your Records On'
Ioan Gruffudd ha presentato...
Keane - 'Everybody's Changing', 'Somewhere Only We Know', 'Is It Any Wonder'
Russell Brand ha presentato un filmato sul surriscaldamento globale.
Chris Rock ha presentato...
Metallica - 'Sad but True', 'Nothing Else Matters', 'Enter Sandman'
Ricky Gervais ha presentato un filmato sul surriscaldamento globale.
Rob Reiner ha presentato...
Spinal Tap - 'Stonehenge', 'Warmer Than Hell', 'Big Bottom' (con James Hetfield, Kirk Hammett e Robert Trujillo dei Metallica, Adam Yauch dei Beastie Boys e tutti i bassisti e chitarristi che hanno partecipato all'evento tranne Flea dei Red Hot Chili Peppers)
Penélope Cruz ha presentato...
James Blunt - 'Same Mistakes', 'Wiseman'
Leonardo DiCaprio ha presentato Al Gore da New York seguito dall'esibizione di...
Keith Urban & Alicia Keys - 'Gimme Shelter'
Russell Brand ha presentato...
Beastie Boys - 'Sabotage', 'So What'cha Want', 'Sure Shot', 'Intergalactic', 'Off The Grid'
David Tennant ha presentato...
Pussycat Dolls - 'Buttons', 'I Don't Need A Man', 'Feelin' Good', 'Don't Cha'
Russell Brand ha presentato...
Foo Fighters - 'Best Of You', 'All My Life', 'My Hero', 'Everlong'
'The Moment Of Darkness' seguito dall'esibizione di...
Madonna - 'Hey You', 'Ray Of Light', 'La isla bonita', 'Hung Up'
Chiusura del concerto.